# History: Mob Music
History: Mob Music — спільний альбом американських реперів E-40 та Too Short, виданий 6 листопада 2012 р. лейблами Heavy on the Grind Entertainment і EMI в один день з History: Function Music. Останній реліз має більш ньюскульне звучання, у той час як History: Mob Music — олдскульне. У записі альбому взяли участь Knotch, B-Legit, Kurupt, Stresmatic та ін.
—Too Short про затримку з виходом платівки
 16 квітня 2012 в інтерв'ю Vlad TV E-40 анонсував вихід і назви двох релізів. 31 серпня 2012 стало відомо дату випуску.
Платівка дебютувала на 66-ій сходинці чарту Billboard 200, продавши 5,7 тис. копій за перший тиждень у США. На «Ballin' Is Fun» (прем'єра: 13 листопада) та «Money Motivated» існують відеокліпи.

## Список пісень
| #   | Назва                                                | Продюсер(и)                               | Тривалість |
| --- | ---------------------------------------------------- | ----------------------------------------- | ---------- |
| 1.  | «We Are Pioneers»                                    | Droop-E                                   | 4:04       |
| 2.  | «Sheesh» (з участю Stresmatic)                       | Sam Bostic                                | 3:41       |
| 3.  | «Fire Fighter» (з участю Knotch)                     | ShonuFF                                   | 3:23       |
| 4.  | «Whip Out»                                           | Droop-E                                   | 3:24       |
| 5.  | «Money Motivated»                                    | Rick Rock                                 | 4:58       |
| 6.  | «Ballin' Is Fun» (з участю B-Legit)                  | Sam Bostic                                | 4:09       |
| 7.  | «Ride with Me»                                       | Droop-E                                   | 4:17       |
| 8.  | «Do You Remember?» (з участю Kurupt та DJ Battlecat) | DJ Battlecat                              | 3:29       |
| 9.  | «Street Money»                                       | Demolishbeatz                             | 4:13       |
| 10. | «My Stapler»                                         | Benjamin Blapperson з The Pharmaceuticals | 4:36       |
| 11. | «I Don't Work for Nobody»                            | ShonuFF                                   | 3:52       |
| 12. | «Ask About Me» (за участі B-Legit)                   | Studio Ton                                | 4:07       |
| 13. | «If We Ain't Fuckin'» (з участю T. Nelson)           | Kannon «Caviar» Cross, Cory «OZ» Simon    | 5:02       |
| 14. | «Gang of 'Em» (з участю Beeda Weeda та Rankin Scroo) | J. Wells                                  | 3:54       |
| 15. | «Knockin' a Bitch»                                   | Rick Rock                                 | 3:18       |
| 16. | «Pancherellos» (з участю Stresmatic)                 | J2                                        | 3:23       |
| 17. | «Stressin'»                                          | Sam Bostic                                | 4:28       |